# 孫鼎 (永樂舉人)
孫鼎（？—1457年），字宜鉉，江西吉安府廬陵縣人，明朝政治人物。
永樂十二年（1414年）甲午科江西鄉試舉人，二十二年（1424年）甲辰科會試中副榜。歷松江府教授。明英宗正統八年，因楊溥舉薦為監察御史，董南畿學政。期間撰寫「本源錄」，錄諸生善行。通州旱饑，奏蠲糧三千四百余石。之後以親老致仕，天順元年（1457年）卒於家。